# Takuya Suzumura
Takuya Suzumura (鈴村 拓也 Suzumura Takuya?,  nacido el 13 de septiembre de 1978 en Aichi) es un exfutbolista japonés. Jugaba de centrocampista y su último club fue el Vissel Kobe de Japón.

## Trayectoria

### Clubes
| Club        | País  | Año         |
| ----------- | ----- | ----------- |
| Vissel Kobe | Japón | 1997 - 1998 |